# Comuna Mamekîne, Novhorod-Siverskîi
Mamekîne (în ucraineană Мамекине) este o comună în raionul Novhorod-Siverskîi, regiunea Cernihiv, Ucraina, formată din satele Fursove, Kîselivka, Lenkiv și Mamekîne (reședința).

## Demografie
Componența lingvistică a comunei Mamekîne
     Ucraineană (64,32%)
     Rusă (35,54%)
     Alte limbi (0,14%)
Conform recensământului din 2001, majoritatea populației comunei Mamekîne era vorbitoare de ucraineană (64,32%), existând în minoritate și vorbitori de rusă (35,54%).